# Ciudades Libres
Las Ciudades Libres son un conjunto de ciudades que aparecen en las novelas de la saga fantástica Canción de hielo y fuego del escritor George R. R. Martin. Están situadas en la parte más occidental o a lo largo de la costa del continente Essos, que se encuentra al este del continente de Poniente.

## Historia
Las Ciudades Libres (exceptuando Braavos) comparten un origen común: todas fueron colonias del Feudo Franco de Valyria. Debido a esto, muchas de ellas son similares entre sí, por ejemplo Lys y Myr, mientras que otras como Braavos (que nunca llegó a formar parte del Feudo Franco) tienen una cultura muy distinta a las demás.
Las ciudades de Braavos, Pentos, Lys, Myr y Tyrosh mantienen importantes relaciones comerciales con Poniente, mientras que otras como Volantis las mantienen con las ciudades del antiguo Ghis y otras como Qohor las tienen con los Dothrakis.
Cuando el Feudo Franco de Valyria cayó en la llamada Maldición de Valyria, las ciudades comenzaron a autogobernarse. La ciudad de Volantis, la más importante y prominente de entre ellas, se decidió a restablecer el antiguo imperio sometiendo a las demás ciudades. Volantis toma las ciudades de Myr y Lys y las conserva durante varias décadas, pero cuando la influencia de Volantis empezó a ser peligrosa, las Ciudades Libres empezaron a aliarse para rechazarla. Cuando Volantis trató de tomar Tyrosh; Braavos, Pentos, Qohor, Norvos, el Rey Tormenta y Aegon Targaryen se aliaron para frenarla. Aegon, montado en su dragón Balerion, destruyó la flota volantina, las ciudades de Lys y Myr se rebelaron, y las ciudades de Qohor y Norvos destruyeron la flota volantina al norte del río Rhoyne. A su vez, los Dothrakis atacaban las tierras al este de Qohor y arrasaban leguas y leguas de territorio.

## Ciudades Libres

### Braavos
Braavos es la ciudad más importante de todas. Enclavada en un conjunto de islas en medio de una laguna. Fue fundada por delincuentes y prostitutas, dirigidos por unos sacerdotes, los Bardos Lunares, que lograron mantener en secreto la existencia de la ciudad durante un siglo, y su ubicación durante tres. En el momento del relato es uno de los más importantes enclaves económicos y religiosos del mundo y por allí pasan todo tipo de personajes.
La entrada de la ciudad pasa por el Titán, una gigantesca estatua de piedra que ruge cada vez que entra un barco. Estos pueden ir a parar a tres grandes puertos, Chequy (aduanas), Púrpura (sólo para barcos bravoosis) y del Trapero, el más pequeño. 
En el centro de la ciudad se halla la Isla de los Dioses, donde se adora a todas las divinidades que existen en el mundo. El templo de los Bardos Lunares está fuera de la Isla. La única comunicación de la ciudad con tierra firme pasa por un gigantesco acueducto que trae agua dulce.
En la Isla de los Dioses, destaca un templo, la Casa de Blanco y Negro, donde se adora al Dios de Muchos Rostros, el Señor de la Muerte. Los Hombres sin Rostro, asesinos de élite, son sirvientes de la Casa de Blanco y Negro. El primer Hombre sin Rostro fue un esclavo de las minas de Valyria, durante el Imperio, y atendió las suplicas de los esclavos de poder morir.
En Braavos se encuentra el Banco de Hierro, cuyo lema es El Banco de Hierro obtiene lo que le pertenece. Durante el reinado de Robert Baratheon el banco prestó grandes cantidades de dinero al reino, pero durante la regencia de la reina Cersei, está decidió retrasar el pago de la deuda mientras durase la guerra. El embajador de Braavos pidió el dinero que se le debía, pero la reina lo ignoró.
La sociedad braavosi es, al igual que toda la ciudad, un reflejo de la realidad en las repúblicas italianas del renacimiento, especialmente Venecia. Tiene la particularidad de que cuanto más alta es la posición de una persona en la estructura social más austeramente puede vestir, de manera que los gobernantes llevan ropas de negro riguroso y los jaques -matones de baja estofa- visten de coloridas telas. El idioma oficial es una variante del alto valyrio. 
Por la ciudad han pasado varios de los personajes importantes de las saga. Los últimos herederos de la dinastía Targaryen, Viserys y su hermana Daenerys, vivieron allí cuando eran pequeños tras huir de Poniente, con Ser Willem Darry. Más tarde marcharon a Pentos, pero Daenerys siempre recordará la casa de Braavos -la casa con el limonero y la puerta roja- como su hogar. En Festín de cuervos, el cuarto libro de la saga, se cruzan en Braavos dos personajes. El primero es Samwell Tarly, mayordomo de la Guardia de la Noche, que viaja hacia Antigua para hacerse maestre, al tiempo que acompaña al también miembro de la Guardia Daeron, que ha de convertirse en reclutador. El comandante Jon Nieve ha utilizado el viaje como excusa para sacar del Muro al maestre Aemon Targaryen y al hijo de Mance Rayder, pues ambos llevan sangre real. Esto los convierte en posibles víctimas del sacrificio de Melisandre de Asshai a mayor gloria de Stannis Baratheon.
En Braavos, los hombres de la Guardia de la Noche se quedarán varados y sin dinero. Antes de poder salir en un barco de las Islas del Verano, Samwell tendrá que asistir a la progresiva deserción de Daeron. Allí entra en juego otro personaje, Arya Stark. Ha utilizado la moneda y las palabras que le dio Jaqen H'ghar para entrar como acólita del Dios de Muchos Rostros. Matará a Daeron por su deserción.

### Lorath
Lorath es la más septentrional de las Ciudades Libres, ubicándose en un archipiélago, en la costa de la bahía del mismo nombre. Lorath es considerada la menos influyente y más pobre de todas las Ciudades Libres.
Lorath fue fundada por un pueblo llamado Constructores de Laberintos, los cuales fundaron y construyeron la ciudad de Lorath tal y como se conserva en los sucesos actuales de la obra. Lorath sería conquistada después por colonos ibbeneses, y finalmente por los ándalos. Estos fundaron un reino que se extendía desde el territorio donde se hallaría la ciudad de Braavos en el oeste, el Hacha en el este, y el nacimiento de los afluentes del Rhoyne en el sur. Este reino fue destruido por una alianza entre Norvos y el Feudo Franco de Valyria.
Lorath volvería a ser ocupada tras la Maldición de Valyria, por colonos valyrios, ibbeneses y ándalos que refundaron la ciudad. Lorath pasó a estar gobernada por un consejo de tres miembros, elegidos por los hombres que poseían tierras, los que poseían barcos y los hombres libres de la ciudad; sin embargo, con el tiempo el verdadero poder lo ejercieron los magísteres, formados por sacerdotes, nobles y comerciantes.
En la cronología de la obra, Lorath es una ciudad aislada de los sucesos que acontecen a Poniente y las demás Ciudades Libres, aunque posee una importante flota pesquera y mantienen contacto comercial con ciudades cercanas como Braavos o Ibben.

### Lys
Lys  es una de las Ciudades Libres. Está situada en la isla del mismo nombre, cerca de la costa suroccidental del continente de Essos.
Lys fue una de las colonias fundadas por el antiguo Feudo Franco de Valyria. Tras la desaparición del Feudo Franco, Lys fue brevemente conquistada por Volantis, hasta que Volantis fue derrotada en el Siglo Sangriento. Lys formaría una alianza con las Ciudades Libres de Myr y Tyrosh conocida como el «Reino de las Tres Hijas». Esta alianza llegó a conquistar los Peldaños de Piedra, y en la Danza de los Dragones apoyó al bando de los Verdes enviando su flota a luchar contra la de la Casa Velaryon. Esta unión finalizó en el algún momento posterior al año 130 DC. Para los años de los sucesos de la saga, Lys entra en guerra con Myr y Tyrosh por cuestiones comerciales.
Lys es una de las Ciudades Libres con mayor linaje valyrio, por lo que muchos de sus habitantes poseen los característicos rasgos valyrios, como el cabello platino o los ojos violeta o índigo. Es esta inusual y exótica belleza que Lys es conocida por su gran cantidad de casas de placer, lo que hace a la ciudad un foco de turismo sexual; esto forma parte de la propia economía y cultura de la ciudad. Debido a su emplazamiento y clima, Lys también se convirtió en uno de los destinos turísticos favoritos para los grandes magnates.
La ciudad posee una larga tradición esclavista, poseyendo una mayor cantidad de esclavos que la mayor parte de Ciudades Libres, si bien muchos de ellos son trabajadores sexuales que operan en las casas de placer.

### Myr
Myr está situada en el extremo occidental del continente oriental. Es famosa por sus encajes y sus lentes y tiene un pequeño templo dedicado a R'hllor.
Aquí Viserys y Daenerys se escondieron por una temporada tras la derrota de su familia a manos de Robert Baratheon. También vino de aquí Thoros de Myr tras ser instruido en la fe de R´hllor.

### Norvos
Norvos es una de las Ciudades Libres. Está situada en la ribera del río Noyne, uno de los afluentes del Rhoyne.
Norvos es una teocracia gobernada por los Clérigos Barbudos, los cuales rigen los destinos de la ciudad según las leyes que les dicta su dios. Si bien la ciudad posee un consejo de magísteres, éstos son elegidos por los propios sacerdotes, quienes además controlan la guardia de la ciudad, lo que les hace en la práctica los gobernantes de facto.
La ciudad posee tres enormes campanas que suenan para señalar los momentos más importantes de la ciudad. Los habitantes deben regirse por ellas, hasta el punto de dictarles la hora de comer, de dormir o de mantener relaciones sexuales.
Si bien perteneció al Feudo Franco de Valyria, Norvos posee una historia más antigua aún. Pese a su emplazamiento no fue fundada por los Rhoynar. En las obras canónicas de la saga se menciona que su origen pueda ser Ándalo, pese a que la ciudad no posee sus costumbres ni su cultura; otros afirman que sus fundadores pudieran ser refugiados de Ib u Hombres Peludos del oriente de Essos. Norvos mantuvo una cruenta guerra con Lorath, debido a que su rey Ándalo quiso dominar territorio de Norvos. Gracias a una alianza entre Norvos y el Feudo Franco, Lorath fue derrotada y su reino destruido.

### Pentos
Pentos es una de las Ciudades Libres. Está situada en la bahía de su mismo nombre, en la costa del Mar Angosto. Su situación hace que sea una de las Ciudades Libres que más comercio y contacto tiene con Poniente.
Pentos es considerada una de las ciudades más grandes y bulliciosas. Por ello posee la apariencia de una ciudad muy abarrotada, con una arquitectura muy característica. Su actividad mercantil es fructífera, pues comercia con las demás Ciudades Libres o con los Dothraki. Al ser la Ciudad Libre más cercana a Desembarco del Rey, el contacto comercial es continuo.
La ciudad de Pentos es gobernada por un consejo de magísteres, hombres ricos e influyentes que nombran a un príncipe para gobernar, aunque su mando es meramente nominal. La ciudad posee la costumbre de sacrificar al príncipe cuando se sufre alguna calamidad.
Fue fundada como una de las colonias del Feudo Franco de Valyria. Abarcó territorios hasta el Pequeño Rhoyne, lo que le hizo controlar la región de Andalia, la patria de los Ándalos. Es por esto por lo que la influencia ándala es muy fuerte en Pentos, siendo una de las Ciudades Libres que menos presume de su legado valyrio.
Antaño, la ciudad mantenía frecuentes conflictos con la Ciudad Libre de Braavos, debido a que Pentos permitía la esclavitud; tras una sucesión de guerras en un intervalo de 200 años, Pentos fue derrotada y obligada a renunciar a las prácticas de la esclavitud. Sin embargo, la ciudad practica una esclavitud «encubierta», obligando a los sirvientes a contraer una deuda con su señor por el techo y la comida, deuda que no es compensada con el trabajo, lo que en la práctica es una servidumbre obligada.
Debido a sus frecuentes relaciones con Desembarco del Rey, en Pentos se instalaron muchos miembros exiliados de la Casa Targaryen: Maegor el Cruel, el príncipe Daemon Targaryen o los pequeños Viserys y Daenerys Targaryen.

### Qohor
Qohor es una de las Ciudades Libres. Es la más oriental de todas ellas y se ubica en la ribera de uno de los ríos afluentes del Rhoyne, en una región llamada Bosque de Qohor. Es una ciudad más aislada que la gran mayoría de Ciudades Libres.
Qohor se considera que posee una larga historia, más antigua incluso que el Feudo Franco de Valyria. Durante el Siglo Sangriento, la ciudad fue asediada por un gran khalasar de 50.000 Dothraki al mando de Khal Temmo. Qohor se salvó de ser tomada y destruida gracias a que un ejército de 3.000 Inmaculados pudo derrotar al khalasar. Desde entonces, la guardia de la ciudad únicamente está compuesta por Inmaculados.
Se sabe que alrededor del año 200 DC, la Compañía Dorada tomó y saqueó la ciudad cuando Qohor se negó a cumplir el contrato acordado.

### Tyrosh
Tyrosh es una de las Ciudades Libres. Está ubicada en una isla junto a los Peldaños de Piedra y frente a la península de las Tierras de la Discordia.
Tyrosh es una ciudad grande y bulliciosa, de gran auge comercial. El gobierno corre al cargo del arconte. Los tyroshis tienen fama de hombres codiciosos y pérfidos, además de poseer un estilo de vida opulento. En la ciudad se tolera la esclavitud y es un lugar común de reunión para mercenarios.
Tyrosh fue una de las colonias fundadas por el Feudo Franco de Valyria. Tras la desaparición del Feudo Franco, la ciudad de Volantis trató de conquistar Tyrosh, pues se consideraba heredera del legado del Feudo Franco. Una gran alianza puso fin a las ambiciones de Volantis y salvó a Tyrosh de ser tomada. Siglos después formaría una alianza junto a las Ciudades Libres de Lys y Myr para formar el llamado «Reino de las Tres Hijas», el cual apoyó a los Verdes durante la Danza de los Dragones y mantuvo frecuentes conflictos por controlar los Peldaños de Piedra. Esta alianza se disolvió en algún año posterior al 130 DC.
Tyrosh fue tomada por un grupo de ambiciosos sujetos conocidos como la Banda de los Nueve, los cuales instalaron a un tirano local conocido como Alequo Adarys. Pese a que este grupo fue derrotado en la Guerra de los Reyes Nuevepeniques, Alequo Adarys permaneció varios años como tirano de Tyrosh hasta su derrocamiento.

### Volantis
Volantis es la más antigua de las ciudades libres. Fue fundada como un puesto de avanzada del ejército valyrio, justo fuera del feudo. Cuando Valyria cayó, los supervivientes huyeron a Volantis. Es la ciudad libre situada más al sur, en la desembocadura del gran río Rhoyne.
La ciudad posee un anchísimo muro llamado el muro negro que rodea el casco antiguo, en esta zona solo pueden vivir los hombres libres nacidos en la ciudad. Para atravesar el río hay un enorme puente con sus propios edificios a los lados. El culto de la ciudad se realiza en el templo de R'llor.
La dirigen tres príncipes, los triarcas. Desde que Valyria cayó, los dirigentes de la ciudad se dividieron en dos grupos: los elefantes, que son los partidarios de la paz y el comercio; y los tigres, que son los que argumentan que la ciudad debe ir a la guerra para convertirla en una potencia militar. Desde el comienzo de su historia, por lo menos dos de los tres triarcas de Volantis han sido siempre elefantes. Son todos los hombres libres (ni esclavos ni libertos) nacidos en la ciudad los que votan quiénes son los triarcas, y para ser elegidos los candidatos hacen montones de regalos a los votantes durante las elecciones. Una curiosidad es que pueden salir elegidas mujeres, aunque no eligen a una desde muchos años antes de que empiece la historia de canción de hielo y fuego.